# Hunnewell, Missouri
Hunnewell är en ort i Shelby County i Missouri. Vid 2010 års folkräkning hade Hunnewell 184 invånare.